# Kloster Altbronn

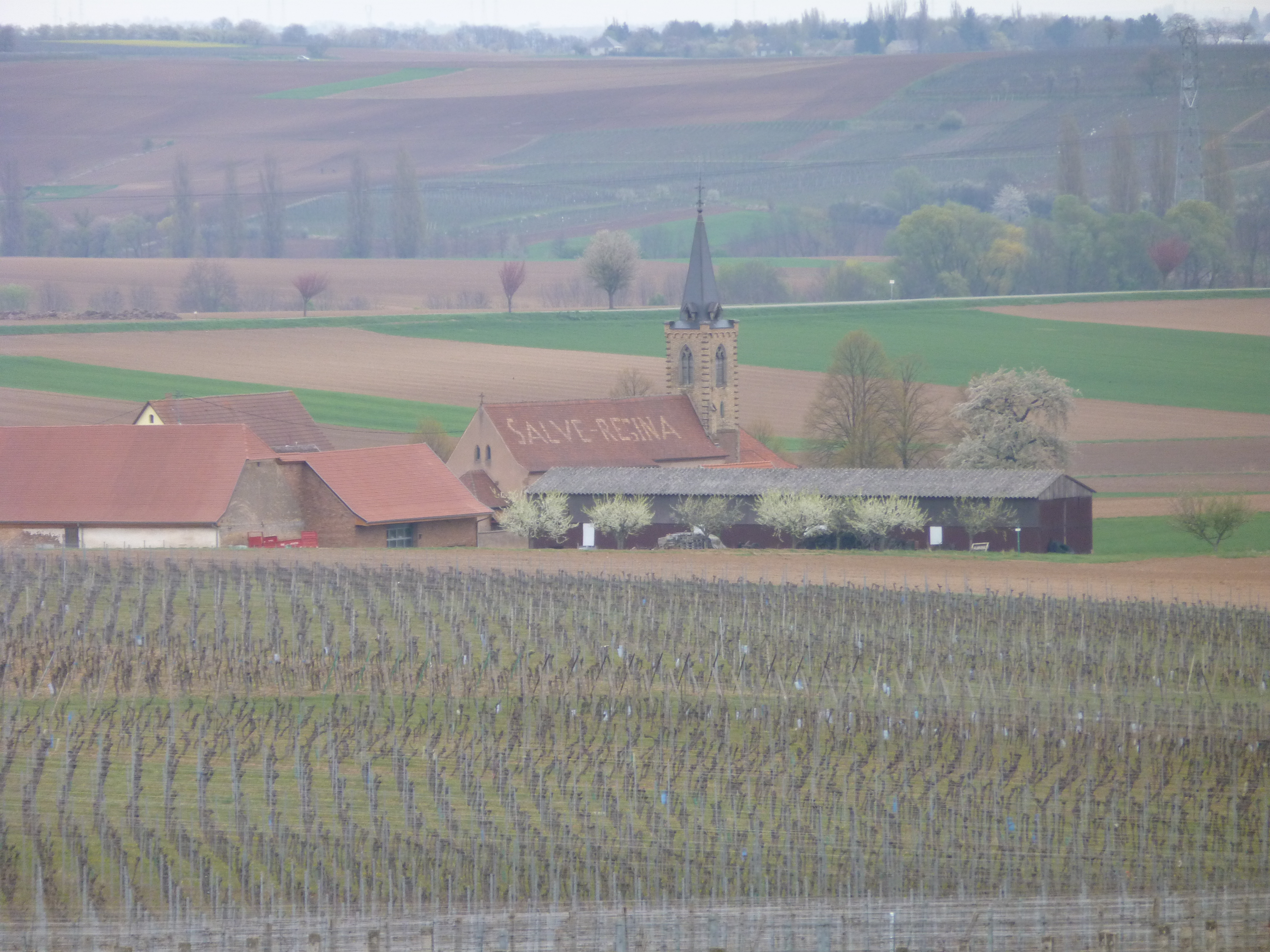
Abtei Altbronn

Kloster Altbronn (lat. Abbatia Beate Mariae de Altbronn) war von 1895 bis 2009 eine französische Trappistinnenabtei in Ergersheim westlich Straßburg.

## Geschichte

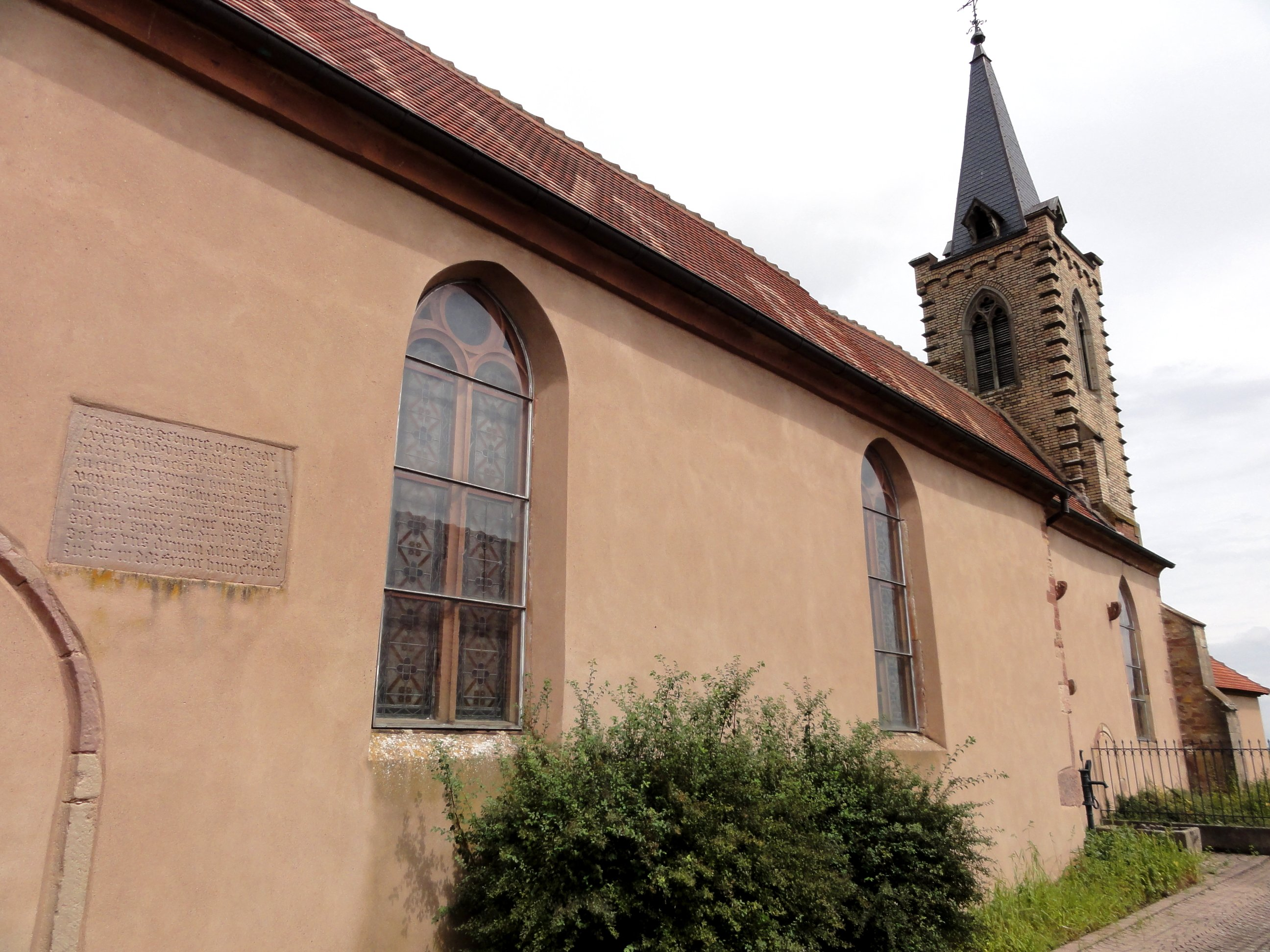
Ehemalige Abteikirche

Die 1825 vom Kloster Darfeld-Rosenthal in die spätere Abtei Oelenberg umgezogenen Trappistinnen verließen diesen Ort 1895 aus Platzmangel und siedelten sich mit 80 Schwestern in Ergersheim an. Den bis dahin beibehaltenen Darfelder Klosternamen wechselten sie in Kloster Unserer Lieben Frau von Altbronn (nach einer noch heute existierenden Wallfahrt zur nahe gelegenen Kapelle Altbronn). 1954 erhielten sie Verstärkung durch die Trappistinnenabtei Koningsoord. 2009 kam es zur Verlegung in das Kloster Baumgarten.

## Äbtissinnen
- Scholastika Dibling (1882–1912)
- Léontine Grunder (1912–1918, 1921–1927, 1930–1938)
- Constantia Rotheigner (1918–1921)
- Alphonsa Stauble (1927–1930)
- Ida Jordan (1938–1959)
- Hélène Naegelin (1959–1983)
- Anne-Marie Schwald (1983–2003)
- Marie-Odile Faller (2003–2012)
- Marie-Josée Stocker (2018–)